# Bathilde Amédée
Pour les articles homonymes, voir Bathilde (homonymie).
Bathilde Amédée est un personnage de À la recherche du temps perdu de Marcel Proust. Elle est la grand-mère maternelle du Narrateur.

## Personnage
Le narrateur se sent profondément aimé d'elle pendant son enfance.
C'est par elle qu'il fait la connaissance de Mme de Villeparisis, avec qui elle fut en pension jeune. Cette dernière l'introduit petit à petit dans sa famille, les Guermantes, en lui présentant d'abord son neveu du même âge, Robert de Saint-Loup.
Sa mort est racontée dans le premier chapitre de Le Côté de Guermantes II. Mais le jeune homme ne prend conscience véritablement de sa disparition que plus tard, lors d'un séjour à Balbec qui lui rappellera le premier séjour où elle l'avait consolé. Cette prise de conscience est relatée à la fin du premier chapitre de Sodome et Gomorrhe II, dans un passage intitulé justement Les Intermittences du cœur. Cette doctrine s'oppose en quelque sorte à celle de Leibniz pour qui : « Le corps est un agrégat de monades, dont les rapports avec l’âme sont réglés dès le départ comme deux horloges que l’on aurait synchronisées. » Au contraire la prise de conscience de la disparition irrémédiable de la grand-mère a lieu longtemps après sa mort.

## Interprètes
- Germaine de France dans Les Cent Livres des Hommes, épisode Du côté de chez Swann, de Claude Santelli (1971)
- Monique Mélinand dans Le Temps retrouvé de Raoul Ruiz (1999)
- Françoise Bertin dans La Captive de Chantal Akerman (2000)
- Donna Lynne Champlin dans My Life with Albertine (en) (2003), comédie musicale américaine de Ricky Ian Gordon (en)
- Catherine Samie dans À la recherche du temps perdu de Nina Companeez (2011)
- Claude Mathieu dans Le Côté de Guermantes, adaptation théâtrale écrite et mise en scène par Christophe Honoré à la Comédie-Française (2020)